# プロジェクトEGG
プロジェクトEGG（プロジェクトエッグ、Engrossing Game Gallery）とは、かつて販売されたテレビゲームやパソコンゲームをWindows上でエミュレートさせて動作可能な状態に復刻しダウンロード販売を行っている会員制のサービスである。
2001年11月24日よりボーステック運営でサービスが開始された。2004年3月3日よりD4エンタープライズへ事業譲渡され、同社運営のサイト”アミューズメントセンター”の一サービスとして提供されている。
プロジェクトEGGを利用するには月額¥500（税抜き）の会員登録が必要である。
マスコットキャラクターは『EGGY』（ボーステックが1985年に発売した作品。Project EGGのほかバーチャルコンソールでも配信された）。参入メーカーは60社にも及ぶ。
また、派生事業として、ゲーム音楽の配信サービスであるEGG-MUSICがある。
2023年9月28日（欧米市場では10月12日）からはNintendo Switch向けに『EGGコンソール for Switch』として買い切り配信が開始されている。

## 沿革

### 背景
パソコン用ゲームソフトの開発・販売を行ってきたボーステックは、本サービスの運営開始前からレトロゲームに注目しており、『ハイドライド』や『妖怪探偵ちまちま』といった往年のパソコン用ゲームソフトを携帯電話用ゲームアプリとして移植・配信してきた。
当時ボーステックの社員だった鈴木直人は小学生のころからパソコンに親しんできており、ユーザーがレトロゲームを遊ぶためには自分でエミュレーターを導入するが必要であるという現状を変え、メーカーから正式に許諾を得たレトロゲームをユーザーに提供したいと考えていた。
その頃、同様のパソコンゲーム復刻を考え、北海道のゲームメーカーであるZOOMの作品や、ボーステックの『レリクス』のゲームソフトの配布を実現していた高木啓多との出会いがあった。当時、レトロパソコンの情報サイト「RetroPC Network」を運営し、書籍や雑誌記事などの執筆も行っていた高木は国産のレトロパソコンエミュレータの開発者たちと交流し、独自に販売サイトを立ち上げる計画を進めていたのである。
そこで、鈴木は当時ボーステックが正会員として所属していた日本コンピュータゲーム協会に赴き、ほかの正会員に自社のレトロゲームの許諾が下りないか相談したところ、多くの正会員が二つ返事で快諾した。また、ユーザー側からも「メーカーがきちんと合法的にコンテンツを提供してもらえれば応援する」という声も寄せられた。

### サービス開始
当時、エミュレーターを商売道具として使う企業はあまりなく、鈴木自身にも抵抗があったため、『マイコンBASICマガジン』の創刊者として知られる電波新聞社の大橋太郎や、コンピュータソフトウェア著作権協会の専務理事である久保田裕に、「我々ボーステックが、過去のゲームソフトの著作権を保護するという観点から、エミュレーターを活用した形で事業を展開しても大丈夫か」と相談し、彼らからの全面協力を取り付けることに成功した。かくして、サービスの立ち上げが決定し、高木が当時所属していた株式会社ペガシスが開発を担当することになった。
PC-8801のエミュレーターが安定していたことから、最初に配信する50作品は、日本コンピュータゲーム協会員が過去に販売した同プラットフォーム向けのゲームソフトを中心に選定された。
かくして、本サービスは2001年11月に開始した。

### D4エンタープライズへの事業譲渡、EGG MUSIC設立
MSXの企画・設計を手掛けた西和彦の協力により、2002年には正規BIOSを実現するなど、プロジェクトEGGは恵まれた環境の中にあったものの、ボーステックによる運営が困難であるということが判明した。
このため、本サービスはボーステックからガイアックスへと事業譲渡され、2004年に鈴木が立ち上げたD4エンタープライズが運営に携わることになった。さらにその後、2007年にガイアックスから事業譲渡され、D4エンタープライズの単独運営となる。
D4エンタープライズの代表となった鈴木は、ゲームの開発に参加した作曲家たちが再び活躍できるようにしたいと考え、彼らに配信を持ち掛けた。
そして2005年、ダウンロード配信サービスEGG MUSICが開始された。
サービス開始直後の時点で配信した作曲家ら10人程度だったが、2019年5月の時点では100人を超える作曲家の作品が配信されている。

### 供給ソフトの拡大、家庭用ゲーム機への進出
もともと本サービスはすべてのプラットフォームのゲームを供給するというつもりであり、パソコン向けゲームを配信した後はPCエンジン用ソフトの配信に乗り出した。
パソコンと家庭用ゲーム機に使われているアーキテクチャーには同じものが多く、短期間で移植ができてしまうこともあることから、パズルのように組み合わせていく形で供給ソフトを増やしていった。
鈴木は2024年のインタビューの中で、全力でPCエンジン用のエミュレータを作ったというよりはむしろ、すでに出来上がっているところはあるので後は権利調整をしてから発売しようという感じだったと語っている。
その後「i-revo」立ち上げがきっかけでバーチャルコンソールにかかわった。バーチャルコンソールがWii Uの代で終わった後、D4エンタープライズはNintendo Switch向けのレトロゲーム復刻サービス『EGGコンソール for Switch』を全世界に向けて展開している。

## 配信
本サービスにおいては、メーカーからの協力を得られたタイトルを優先して配信しているほか、ユーザーからの要望を受けて配信したケースもある。
鈴木は、こちらから譲渡をお願いする姿勢はとっていないとしつつも、状況の変化によってメーカー側から譲渡したいという声が寄せられたことがあったと、ゲーム文化保存研究所とのインタビューの中で振り返っている。
一方、許諾問題で移植を見送った例もあった。それ以外の例としては、許諾を得られてもゲームデータが見つからなかったり、エミュレータに対応していないといったことが挙げられる。
基本的に他社から許諾を得た作品の無料配信は行わない方針が取られている一方、ボーステックの『レリクス』は鈴木をはじめとするD4エンタープライズのスタッフたちにとって思い入れがある作品だったことから、真っ先に無料配信が行われたケースもある。
一部のゲームは完全には再現されず、音が一部無音・実機より音や表示が遅れる等の問題があり、サポートサイトが閉鎖されている例もあった。なお、以下の作品はボーステックの旧公式サイトで対策パッチが公開されていた。
- 「夢幻戦士ヴァリス COMPLETE スターター」アップデートパッチ Ver1.02
- 「ディーヴァ・クロニクル スターター」アップデートパッチ Ver1.01
- 「レリクスアンソロジー スターター」アップデートパッチ Ver1.01

### 主な作品
日本国内でプロジェクトEGGで配信されているタイトルについては以下の各項目を参照。
- パラケルススの魔剣
- 魔晶伝紀ラ・ヴァルー
- ジェネシス
- アグニの石
- ABYSS
- THE PALMS
- ザ・ナイトオブワンダーランド
- あーくしゅ
- 東京トワイライト・バスターズ
- 時空の花嫁
- ナビチューン・ドラゴン航海記
- アルギースの翼
- サイキックウォー
- 覇邪の封印
- パワードール
- サブナック
- 原宿AFTERDARK
- コズミックソルジャー
- スタートレーダー
- アステカ
- イースシリーズ
- Category:プロジェクトEGG対応ソフト - 配信されているタイトルのうち、ウィキペディア日本語版に記事が存在するタイトルの一覧（五十音順）。

### 参加企業
- ANMA
- BPS
- Bugtaro
- dB-SOFT
- G-mode
- HOT-B
- I'MAX
- IPM
- IRI
- NCS/extreme
- SNK
- T&E SOFT
- Tozai Games
- ZOOM
- アートディンク
- アイレム
- アルシスソフトウェア
- ウィンキーソフト
- エス・ピー・エス
- エンターブレイン
- ガイナックス
- カルチャーブレーンエクセル
- キャリーラボ
- クエイザーソフト
- クリスタルソフト
- ゲームアーツ
- コスモスコンピュータ
- コナミ
- コロンバスサークル
- コンパイル
- サンソフト
- ジーエーエム
- システムサコム
- システムソフト
- ジャレコ
- シンキングラビット
- スクウェア・エニックス
- スタジオWING
- テンキー
- パオン・ディーピー
- ハドソン（2005年3月31日で販売終了）
- ハミングバードソフト
- パンサーソフト
- バンダイナムコエンターテインメント
- ファミリーソフト
- ヘルツ
- ボーステック
- ホクショー
- ポプコムソフト
- マイクロキャビン
- マイクロネット
- マイクロビジョン
- ミリオン
- メディアワークス
- モオソフト
- もものきはうす
- ランダムハウス
- リバーヒルソフト
- ろまんてっく
- 呉ソフトウェア工房
- 工画堂スタジオ
- 創現
- 日本クリエイト
- 日本テレネット
- 日本ファルコム
- 日本物産
- 風雅システム

### EGGコンソール for Switch配信作品
全タイトルD4エンタープライズが販売を担当。また、全タイトル『EGGコンソール (作品名) (移植元プラットフォーム)』の表記で配信されている。
| 配信日         | 配信日         | 配信日         | 作品名                                    | 移植元 プラットフォーム | IARC ESRB PEGI | 備考 | 脚注                 |
| 日             | 北米           | 欧州           | 作品名                                    | 移植元 プラットフォーム | IARC ESRB PEGI | 備考 | 脚注                 |
| -------------- | -------------- | -------------- | ----------------------------------------- | ----------------------- | -------------- | ---- | -------------------- |
| 2023年9月28日  | 2023年10月12日 | 2023年10月12日 | レリクス                                  | PC-8801                 | 12+ 12         |      | [ 6 ] [ 2 ] [ 3 ]    |
| 2023年10月26日 | 2023年10月26日 | 2023年10月26日 | テグザー                                  | PC-8801mkIISR           | 3+             |      | [ 13 ]               |
| 2023年12月14日 | 2023年12月14日 | 2023年12月28日 | ザナドゥ                                  | PC-8801mkIISR           | 7+             |      | [ 14 ] [ 15 ] [ 16 ] |
| 2023年12月21日 | 2023年12月21日 | 2024年1月11日  | シルフィード                              | PC-8801mkIISR           | 7+ E           |      | [ 17 ] [ 18 ] [ 19 ] |
| 2023年12月21日 |                |                | ハイドライド                              | PC-8801                 | 12+            |      | [ 17 ]               |
| 2024年1月11日  | 2024年1月11日  | 2024年1月11日  | メルヘンヴェール                          | PC-8801mkIISR           | 12+            |      | [ 20 ]               |
| 2024年1月25日  |                |                | 妖怪探偵ちまちま                          | PC-8801                 | 12+            |      | [ 21 ]               |
| 2024年2月15日  |                |                | イース                                    | PC-8801mkIISR           | 7+             |      | [ 22 ]               |
| 2024年2月22日  |                |                | ハイドライド3                             | PC-8801mkIISR           | 12+            |      | [ 23 ]               |
| 2024年3月14日  |                |                | イースII                                  | PC-8801mkIISR           | 7+             |      | [ 24 ]               |
| 2024年3月28日  |                |                | サーク                                    | PC-8801mkIISR           | 7+             |      | [ 25 ]               |
| 2024年4月11日  |                |                | ドラゴンスレイヤーIV ドラスレファミリー   | MSX2                    | 7+             |      | [ 26 ]               |
| 2024年4月18日  |                |                | ハイドライドII                            | PC-8801                 | 7+             |      | [ 27 ]               |
| 2024年5月9日   |                |                | ワンダラーズ フロム イース                | PC-8801mkIISR           | 7+             |      | [ 28 ]               |
| 2024年5月23日  |                |                | 真・魔王ゴルベリアス                      | MSX2                    | 7+             |      | [ 29 ]               |
| 2024年6月13日  |                |                | ソーサリアン                              | PC-8801mkIISR           | 7+             |      | [ 30 ]               |
| 2024年6月20日  |                |                | トリトーン                                | PC-8801                 | 7+             |      | [ 31 ]               |
| 2024年6月27日  |                |                | トップルジップ                            | PC-8801                 | 7+             |      | [ 32 ]               |
| 2024年7月11日  |                |                | ぽっぷるメイル                            | PC-8801mkIISR           | 12+            |      | [ 33 ]               |
| 2024年7月18日  |                |                | セイレーン                                | PC-8801mkIISR           | 12+            |      | [ 34 ]               |
| 2024年8月8日   |                |                | アルギースの翼                            | PC-8801mkIISR           | 7+             |      | [ 35 ]               |
| 2024年8月22日  | 2024年8月22日  | 2024年8月22日  | スタートレーダー                          | PC-8801mkIISR           | 7+             |      | [ 36 ]               |
| 2024年8月29日  |                |                | ザナドゥ シナリオII                       | PC-8801mkIISR           | 7+             |      | [ 37 ]               |
| 2024年9月5日   |                |                | ハイドライド                              | MSX                     | 7+             |      | [ 38 ]               |
| 2024年9月12日  |                |                | ドラゴンスレイヤー英雄伝説                | PC-8801mkIISR           | 7+             |      | [ 39 ]               |
| 2024年9月19日  |                |                | スタークルーザー                          | PC-8801mkIISR           | 7+             |      | [ 40 ]               |
| 2024年10月3日  |                |                | シルバーゴースト                          | PC-8801mkIISR           | 12+            |      | [ 41 ]               |
| 2024年10月10日 |                |                | 太陽の神殿 -ASTEKA II-                    | PC-8801                 | 16+            |      | [ 42 ]               |
| 2024年10月17日 |                |                | アンデッドライン                          | MSX2                    | 16+            |      | [ 43 ]               |
| 2024年10月24日 |                |                | 殺人倶楽部                                | PC-8801                 | 12+            |      | [ 44 ]               |
| 2024年11月7日  |                |                | サークII                                  | PC-8801mkIISR           | 7+             |      | [ 45 ]               |
| 2024年11月14日 |                |                | イース                                    | MSX2                    | 7+             |      | [ 46 ]               |
| 2024年11月21日 |                |                | ガーディック                              | MSX                     | 7+             |      | [ 47 ]               |
| 2024年11月28日 |                |                | ザ・スキーム                              | PC-8801mkIISR           | 7+             |      | [ 48 ]               |
| 2024年12月5日  |                |                | リグラス 魂の回帰                         | PC-8801                 | 7+             |      | [ 49 ]               |
| 2024年12月12日 |                |                | ドラゴンスレイヤー英雄伝説II              | PC-8801mkIISR           | 16+            |      | [ 50 ]               |
| 2024年12月19日 | 2024年12月19日 | 2024年12月19日 | アクアポリスSOS                           | MSX                     | 7+             |      | [ 51 ]               |
| 2024年12月26日 |                |                | バビロン                                  | PC-8801mkIISR           | 7+             |      | [ 52 ]               |
| 2025年1月9日   |                |                | イースII                                  | MSX2                    | 7+             |      | [ 53 ]               |
| 2025年1月16日  |                |                | クリムゾン                                | PC-8801mkIISR           | 12+            |      | [ 54 ]               |
| 2025年1月23日  |                |                | ザナック                                  | MSX                     | 7+             |      | [ 55 ]               |
| 2025年2月6日   |                |                | カーマイン88                              | PC-8801mkIISR           | 7+             |      | [ 56 ]               |
| 2025年2月13日  |                |                | アークティック                            | PC-8801mkIISR           | 3+             |      | [ 57 ]               |
| 2025年2月20日  |                |                | ブライ上巻                                | PC-8801mkIISR           | 12+            |      | [ 58 ]               |
| 2025年3月6日   |                |                | 英雄伝説サーガ                            | PC-8801                 | 12+            |      | [ 59 ]               |
| 2025年3月13日  |                |                | スーパーゼノン ガンマー5                  | PC-8801mkIISR           | 3+             |      | [ 60 ]               |
| 2025年3月20日  |                |                | ガルケーブ                                | MSX                     | 7+             |      | [ 61 ]               |
| 2025年3月27日  |                |                | ワンダラーズ フロム イース                | MSX2                    | 7+             |      | [ 62 ]               |
| 2025年4月3日   |                |                | ハウ・メニ・ロボット                      | PC-8801mkIISR           | 3+             |      | [ 63 ]               |
| 2025年4月10日  |                |                | ピラミッド・ワープ                        | MSX                     | 7+             |      | [ 64 ]               |
| 2025年4月17日  |                |                | ダイナソア                                | PC-8801mkIISR           | 16+            |      | [ 65 ]               |
| 2025年5月1日   |                |                | 未来                                      | PC-8801mkIISR           | 7+             |      | [ 66 ]               |
| 2025年5月8日   |                |                | ルーンワース 黒衣の貴公子                 | PC-9801                 | 16+            |      | [ 67 ]               |
| 2025年5月15日  |                |                | シュヴァルツシルト 狂嵐の銀河             | PC-9801                 | 7+             |      | [ 68 ]               |
| 2025年5月22日  |                |                | ハイドライドII                            | MSX                     | 7+             |      | [ 69 ]               |
| 2025年6月5日   |                |                | 夢幻の心臓                                | PC-8801                 | 7+             |      | [ 70 ]               |
| 2025年6月12日  |                |                | リバイバル ザナドゥ イージーバージョン    | PC-9801                 | 7+             |      | [ 71 ]               |
| 2025年6月19日  |                |                | トリトーン                                | MSX                     | 7+             |      | [ 72 ]               |
| 2025年6月26日  |                |                | 魔導物語1-2-3                             | MSX2                    | 12+            |      | [ 73 ]               |
| 2025年7月3日   |                |                | フレイ                                    | PC-9801                 | 7+             |      | [ 74 ]               |
| 2025年7月10日  |                |                | ザナックEX                                | MSX2                    | 7+             |      | [ 75 ]               |
| 2025年7月24日  |                |                | ハイドライド3 S.V.                        | PC-9801                 | 7+             |      | [ 76 ]               |
| 2025年7月31日  |                |                | マンハッタン・レクイエム 闇に翔ぶ天使たち | PC-8801                 | 7+             |      | [ 77 ]               |
| 2025年8月7日   |                |                | サーク ガゼルの塔                         | PC-8801mkIISR           | 7+             |      | [ 78 ]               |
| 2025年8月14日  |                |                | ブランディッシュ リニューアル             | PC-9801                 | 7+             |      | [ 79 ]               |
| 2025年8月21日  |                |                | ラプラスの魔                              | PC-8801mkIISR           | 12+            |      |                      |

## アクティベーション

### EGGランチャーでのアクティベーション
ゲームの購入、ゲームの認証をするには有料会員になる必要がある。そのため、再認証・ゲーム権利の移動・PCクラッシュ時の再登録・PC環境が変化した際などに再認証費用(月額会員料金¥550）が発生する可能性がある。完全な売りきりではなく、その都度サポート費用がかかる可能性があるため、注意が必要となる。退会後にもサポート費が発生する可能性があるので、「退会後も無料で使用できます」との公式説明は問題があるのではないかとする批判もある。

### アクティベーション方法の詳細
ゲームはそのゲーム用として登録した1台のPCにしかダウンロードできないが、複数のPCを登録できる。
ゲームの登録（生成）時にPC環境と認証キーを合わせ実行ファイルが生成される。よって、そのゲームを別のPCにコピー・移動させてもプレイする事は出来ない。他のPCにゲームを移動させる際には、登録したPCから「ゲーム権利の移動」機能を使う必要がある。
PCが故障したが、会員IDとパスワードを保管できている場合
サポートに電話にて問い合わせ個人情報の確認が必要。登録時の決済方法（biglobe、nifty、goo、Yahoo決済）の場合は各事業会社に問い合わせる事で対応。
PCが故障し、会員IDとパスワードが解らなくなってしまった場合
再認証は不可。

## 動作環境
動作環境は元対応機種によって異なる。
- PC-6001/PC-8801/PC-9801/X1/FM77シリーズタイトル
  - OS:Windows 95/98/Me/NT/2000
  - CPU:Celeron500MHz以上（800MHz以上推奨）(必要スペックはゲームによって異なる)
  - Sound:DirectX5以降対応のサウンドカード
  - グラフィック:16ビットカラー・640×480ドットの表示が可能なビデオカード
- MSXタイトル
  - OS:Windows 98/98SE/Me/2000/XP
  - CPU:Celeron500MHz以上（800MHz以上推奨）
  - Sound:DirectX5以降対応のサウンドカード
  - グラフィック:16ビットカラー・640×480ドットの表示が可能なビデオカード
  - その他:ジョイパッド対応
- X68000タイトル
  - OS:Windows 98/98SE/Me/2000/XP
  - CPU:1GHz以上
  - Sound:DirectX5以降対応のサウンドカード
  - グラフィック:16ビットカラー・640×480ドットの表示が可能なビデオカード
  - その他:ジョイパッド対応
- メガドライブタイトル
  - OS:Windows 95/98/Me/NT/2000
  - CPU:Celeron600MHz以上（800MHz以上推奨）
  - Sound:DirectX5以降対応のサウンドカード
  - グラフィック:16ビットカラー・640×480ドットの表示が可能なビデオカード
- PCエンジンタイトル
  - OS:Windows 98/Me/NT/2000/Me/XP
  - CPU:Pentium III/800MHz以上（1GHz以上推奨）
  - メモリ:［98/Me］64MB以上（128MB以上推奨）［2000/XP］128MB以上（256MB以上推奨）
  - グラフィック:DirectX7.0a以降対応のビデオカード（VRAM16MB以上推奨）
  - Sound:DirectX7.0a以降完全対応のサウンドカード（VRAM16MB以上推奨）
  - その他:ディスプレイモニター解像度640×480ドット以上必須（High Color以上）
- ファミリーコンピュータ、スーパーファミコンタイトル
  - OS:Windows XP SP3,Windows Vista,Windows 7
  - CPU:最低233MHzのPentium（推奨1GHz以上）
  - メモリ:［98/Me］64MB以上（128MB以上推奨）［2000/XP］128MB以上（256MB以上推奨）
  - グラフィック:DirectX7.0a以降対応のビデオカード（VRAM16MB以上推奨）
  - Sound:DirectX9.0c以降完全対応のサウンドカード（VRAM16MB以上推奨）
  - その他:ディスプレイモニター解像度800×600ドット以上必須（High Color以上）、Microsoft .NET Framework version2.0必須